# Perdita bequaertiana
Perdita bequaertiana là một loài Hymenoptera trong họ Andrenidae. Loài này được Cockerell mô tả khoa học năm 1951.